# Salem (Dakota del Sud)
Salem è un comune (city) degli Stati Uniti d'America e capoluogo della contea di McCook nello Stato del Dakota del Sud. La popolazione era di 1.347 abitanti al censimento del 2010.

## Geografia fisica
Salem è situata a 43°43′34″N 97°23′12″W (43.725989, −97.386533).
Secondo lo United States Census Bureau, la città ha una superficie totale di 3,22 km², dei quali 3,22 km² di territorio e 0 km² di acque interne (0% del totale).

## Storia
Salem fu fondata nel 1880 e prende il nome dalla città natale di un direttore postale che proveniva da Salem, nel Massachusetts. Salem per un periodo si chiamava Melas ("Melas" è Salem scritto all'indietro). Questo era per evitare confusione con l'ormai inesistente comunità di Salena.

## Società

### Evoluzione demografica
Secondo il censimento del 2010, la popolazione era di 1.347 abitanti.

### Etnie e minoranze straniere
Secondo il censimento del 2010, la composizione etnica della città era formata dal 98,81% di bianchi, lo 0,07% di afroamericani, lo 0,15% di nativi americani, lo 0% di asiatici, lo 0% di oceanici, lo 0,59% di altre razze, e lo 0,37% di due o più etnie. Ispanici o latinos di qualunque razza erano l'1,93% della popolazione.